# شارلي (جيعة)
عزبة شارلي أو جيعة، عزبة تابعة لقرية العجوزين، التابعة لمركز دسوق، التابع لمحافظة كفر الشيخ في جمهورية مصر العربية.